# 仁川上陸作戦
仁川上陸作戦（インチョンじょうりくさくせん、朝鮮語: 인천 상륙 작전）は、朝鮮戦争中の1950年9月15日に国連軍が大韓民国（韓国）の仁川市へ上陸し、朝鮮民主主義人民共和国（北朝鮮）よりソウルを奪還した一連の作戦・戦闘である。
作戦コードネームは「クロマイト作戦（Operation Chromite）」。ダグラス・マッカーサー個人により発案された投機性の高い大規模な作戦を、マッカーサー個人の信念によって実行に移し、戦況を一変させた。

## 概説
1950年6月25日の朝鮮戦争勃発以来、朝鮮人民軍（北朝鮮軍）は南進を続け、韓国軍、アメリカ軍は後退を余儀なくされていた。7月31日にアメリカ第8軍は防御正面を縮小するために西南部戦線の放棄を決定、朝鮮半島東南端の釜山（プサン）周辺のいわゆる釜山橋頭堡（洛東江防衛戦線）に追いつめられていた。
マッカーサーが立案したクロマイト作戦は、ソウル近郊の仁川に奇襲上陸することで北朝鮮軍の補給路を断ち、これに連携して釜山を守っている第8軍を進撃させ南北より北朝鮮軍部隊を挟撃する作戦であった。この上陸作戦は9月15日に実施され、国連軍は仁川を確保し、続いてソウルを北朝鮮軍から奪回することに成功した。朝鮮半島南部への大攻勢で疲弊していた北朝鮮軍は補給路を絶たれ、9月23日には全部隊に北緯38度線以北への後退を命令した。戦場離脱に失敗した北朝鮮軍は部隊行動に著しい混乱が起こり、それまで守勢であった国連軍が攻勢に転じることになった。そのため朝鮮戦争前期における重大な転換点の一つであると考えられている。

## 作戦計画
マッカーサーは、6月29日に漢江南岸の最前線を視察した。乗機バターン号により羽田空港から飛び立ったマッカーサーはソウル南部の水原（スウォン）飛行場に着陸し、ソウル近傍まで移動した際に仁川上陸作戦の構想を自得した。マッカーサーは太平洋戦争において11回の水陸両用作戦を指揮していたことから、アメリカ軍の保持する優位な海空軍力による制海権・制空権下で北朝鮮軍の背後に迂回、補給線を遮断し南北から挟撃して一挙に攻勢転移するという作戦方針が良いと考えた。
6月30日、トルーマン大統領はアメリカ地上軍の投入を発表。北朝鮮軍の南下を阻止するために、九州に駐屯していた第24歩兵師団（ディーン少将）が先遣された。
7月4日、マッカーサーの作戦方針に基づいてアメリカ極東軍参謀長エドワード・アーモンド少将たちが計画した「ブルー・ハート計画」の準備命令が、関東地方に駐屯していた第1騎兵師団に対し下達された。この作戦は7月22日ごろに仁川上陸を実行する予定で、第1騎兵師団は7月6日に横浜で乗船を開始した。
アメリカ軍は北朝鮮軍を「アメリカ軍の姿を見れば逃げ散る東洋の土匪」程度に予想していた。しかし、赤軍・紅軍帰りの将校に指揮され、ソ連製のT-34戦車を押し立ててくる北朝鮮軍に対し有効な対戦車兵器を持たない第24歩兵師団は大損害を受け、関西地方に駐屯していた第25歩兵師団（キーン少将）も増派したが北朝鮮軍を押しとどめることは出来なかった。戦況の悪化から、7月10日、マッカーサーはブルー・ハート計画を断念、第1騎兵師団は第8軍の増援として釜山北方の浦項（ポハン）に向かい、7月18日に朝鮮半島に上陸して防御戦闘に加わった。
マッカーサーはブルー・ハート計画を廃止したのちも、陸海空軍から集めた上陸作戦の専門家で統合戦略計画作戦班を編成して作戦立案を続行させ、7月23日に「クロマイト計画」として発案された。これは北朝鮮軍を阻止している第8軍と連携して、9月中旬に第1海兵旅団（第5海兵連隊基幹）と第2歩兵師団を朝鮮半島の三か所いずれかに上陸させる計画であった。三案はそれぞれ、仁川（インチョン）への上陸を「100-B計画」、仁川の南方150キロメートルの群山（クンサン）への上陸を「100-C計画」、朝鮮半島東岸の注文津（チュムンジン）への上陸を「100-D計画」とされた。
ところが8月5日から開始された北朝鮮軍の大攻勢（8月攻勢）によって第8軍は戦力不足が深刻化し、上陸作戦予定兵力の第1海兵旅団と第2歩兵師団を第8軍の増援のために釜山に派遣することになった。しかし上陸作戦の延期を行うことはそれ以上できなかった。
1. 釜山橋頭堡の防御戦が長期化すると第8軍の疲弊によって戦線が突破される危険性が増大する。
2. 仁川に大量の機雷が敷設されると上陸作戦が出来なくなる。
3. 米の収穫期である10月までに半島南部の肥沃な耕作地を奪回しなければ北朝鮮軍が多大な農作物を入手してしまう。

などの軍事的必要から仁川上陸作戦は決心された。
8月12日、マッカーサーはクロマイト100-B計画、すなわち仁川上陸作戦計画の発動を下令した。上陸予定日は1ヵ月後の9月15日であり、上陸部隊はアメリカ本土で編成中の第1海兵師団および日本駐留の第7歩兵師団、さらに韓国軍の一部とされ、攻撃目標は仁川・ソウル地区と明示された。8月15日にはクロマイト計画の立案にたずさわった統合戦略計画作戦班の要員により第10軍団司令部が編成され、8月26日に正式に軍団長アーモンド少将の指揮権の発動が下令された。これはアーモンド少将がアメリカ極東軍兼国連軍参謀長の職を兼ねたまま第10軍団を指揮する異例の人事であった。
アメリカ海兵隊は急速な動員を求められた。アメリカ東海岸の第2海兵師団や欧州などから集めた正規兵を第1海兵師団に転属し、予備役10,000名以上が召集された。1か月に満たない期間で部隊の編成が行われ、それでも足らずに地中海にいた部隊からも転用され、第7海兵連隊第3大隊となる海兵大隊は、8月16日にクレタ島を出帆し、9月9日に釜山に到着する予定だった。
第7歩兵師団は多数の人員を朝鮮半島の前線部隊に引き抜かれたことで9,000人の定員不足があったが、釜山で徴募された韓国人による韓国軍兵士8,000人が横浜に上陸し、アメリカ軍に編入することで寄せ集めながらも人数を揃え、訓練を行った。

### 作戦への反対

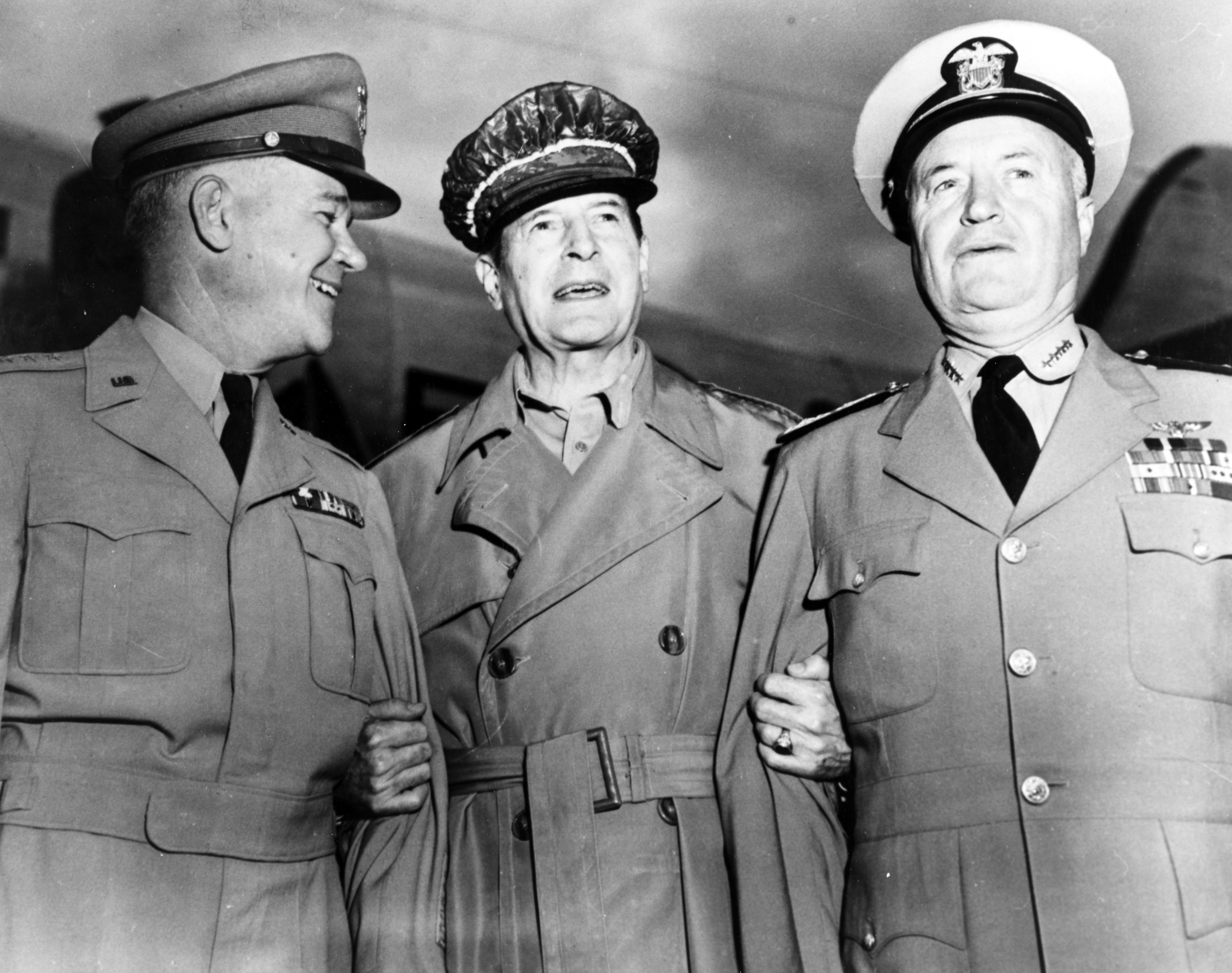
マッカーサー元帥（中央）、コリンズ陸軍参謀総長（左）、シャーマン海軍作戦部長（右）、東京にて1950年8月21日撮影。

ワシントンの軍首脳はマッカーサーの「北朝鮮軍の後背地への上陸作戦」自体は支援していたものの、その場所を仁川に考えていることが判明すると俄然難色を示し、ブラッドレー統合参謀本部議長、シャーマン海軍作戦部長、コリンズ陸軍参謀総長らがそれぞれに強く反対した。
マッカーサーは「北朝鮮軍は仁川に上陸してくるものはいないと考えており、防御は薄い」と判断していたが、北朝鮮軍が実際にそう考えているかは判らず、待ち伏せされれば例をみないほどの失敗となり、マッカーサーの名声に傷が付くだけでは済まなかった。マッカーサー本人は反対される理由を軍首脳が「第二次世界大戦型の上陸作戦が時代遅れだと考えたから」と思っていた。
このマッカーサーの霊感に頼った賭博性の高い作戦を是認できなかったブラッドレー議長はマッカーサーに上陸地点の変更をさせるために、シャーマン海軍作戦部長とコリンズ陸軍参謀総長、空軍のエドワード中将を東京に派遣した。

### 東京会談
8月23日午後5時30分、各軍の高級者が集められた会談が国連軍司令部の置かれた東京の第一生命ビル6階で開かれ、マッカーサーに仁川への上陸が困難である理由が示された。
1. 釜山から420キロメートル離れた仁川に上陸作戦を行っても、南北に呼応した作戦としては距離が離れすぎている。
2. マッカーサーが要求した兵力は在日米軍の予備兵力のほぼ全てで、日本の治安維持に問題を生じかねない。
3. 先鋒には精鋭である第5海兵連隊（英語版）を釜山橋頭堡から引き抜く必要があったが、そのことで釜山橋頭堡が弱体化して陥落してしまっては上陸作戦そのものの意味がなくなってしまう。
4. 2個師団では兵力として乏しく各個撃破の恐れがありアンツィオ上陸作戦の二の舞になりかねず、予備兵力もない。
5. 仁川港は、7万の兵員と装備を揚陸するには能力不足である。
6. 上陸作戦に第8軍の補給用の船舶を転用することで、万が一にも作戦が失敗した際には収拾が付かなくなる[24]。

仁川港は干満の差が平均6.9メートルと非常に大きく最大で10メートルにもなり、干潮時には港の周辺はおおよそ3.2キロメートルの干潟となってしまう。特にこの干満差の大きさは、海軍が反対する大きな理由であった。幅2キロメートル弱、長さ90キロメートルの水道以外に接近するルートがなかったうえ、水道を機雷で封鎖される可能性があった。また、いったん潮が引いた箇所は歩行も困難な泥濘と化した。
さらに作戦実行は大潮で潮位が最も上がる9月15日、それも朝晩2回の満潮時刻の2時間に揚陸を行うことが絶対で、10月以降は玄界灘・黄海の季節風の影響から延期が困難だった。また、作戦意図が北朝鮮に察知された場合、これらの自然条件から作戦実行日だけでなく実行時間まで特定しやすかった。仁川港の入り口には堅固に防衛された月尾島（ウォルミド）があり、上陸作戦の前にこの島を占拠しなければならなかったが、事前の制圧射撃が必要となるため奇襲が望めなかった。
上陸用舟艇の接岸に適した砂浜も無く、兵士達は高さ5メートルの岸壁をよじ登らなければならなかった。また上陸地点の一部は仁川市街のビル街の正面の岸壁で、市街地直前に直接上陸しなければならず、建築物が大きな障害になりかねなかった。
コリンズ陸軍参謀総長らは仁川上陸作戦へ反対すると共に、群山への上陸作戦を代案として示した。群山は釜山橋頭堡により近く、地形的、海象的な問題点もなかった。シャーマン海軍作戦部長はこれに直ちに同意し、列席者の発言は終わった。
マッカーサーはこれらの反対意見はそれまでにも繰り返し指摘、説明されていた。今回の説明にも質問をほとんどすること無いまま聞き終えると、フレンチ・インディアン戦争のケベックの戦いで、城壁で囲まれたケベックを防御していたフランス軍に対し、攻撃側のイギリス軍が地形障害の克服と奇襲効果により勝利を収め戦争終結に導いた故事を引き合いに、作戦の必要を説く45分間の大演説を行った。
マッカーサーの演説を要約すれば、
1. 北朝鮮軍は釜山橋頭堡に兵力を集中させている。
2. 上陸が困難であるということは相手は上陸を予想していない。
3. 地形的、海象的な物理的障害は難点ではあるが、海軍の能力から考えて不可能ではない。
4. 群山への上陸は敵の補給線の切断に繋がらないため、決定的な戦果を得られず、第8軍が釜山橋頭堡に立てこもる状況は変わらない。
5. 北朝鮮軍の補給線は一度ソウルを通過するかたちをとっており、ソウルを奪取することで朝鮮半島南側の北朝鮮軍への補給を遮断できる。
6. 東西対立の最前線である朝鮮半島で敗北することは欧州へ悪影響を与える。

という内容であった。陸海軍首脳はマッカーサーを説得できないまま帰国し、マッカーサーへは8月29日に統合参謀本部から仁川への上陸に同意しつつも群山上陸作戦を「期待」する命令が届いた。
それでもマッカーサーの決断は変わらず、8月30日に、国連軍司令官として陸海軍首脳の説得を振り切る形で下令した。
ところが直後の8月31日深夜から北朝鮮軍の9月攻勢が開始されると、第8軍は各所で戦線を浸食され、予備兵力のすべてを投入する事態になった。東京、ワシントンでは悲観論が広がり、洛東江防御線を放棄しダヴィッドソン線への後退も議論された。ウォーカー中将は仁川上陸作戦で第一陣をつとめることが決まっていた第5海兵連隊を霊山の戦線に投入し、これに反発した海兵隊とトラブルが生じた。ワシントンの釜山防衛への見通しの憂慮は深く、ブラッドレー統合参謀本部議長は9月5日、マッカーサーに計画の翻意を求めるメッセージを送ったが、9月6日、マッカーサーは計画変更が不用である旨を返信した。この頃、９月３日に戦後最悪の台風被害をもたらしたとされるジェーン台風がアメリカ軍の出撃拠点となる近畿地方を襲い、アメリカ軍施設にも被害をもたらした。
ブラッドレーはその後も作戦変更を求めたがマッカーサーの意志を変えることは出来ず、9月9日（日本時間）、作戦は承認された。

## 欺瞞と陽動

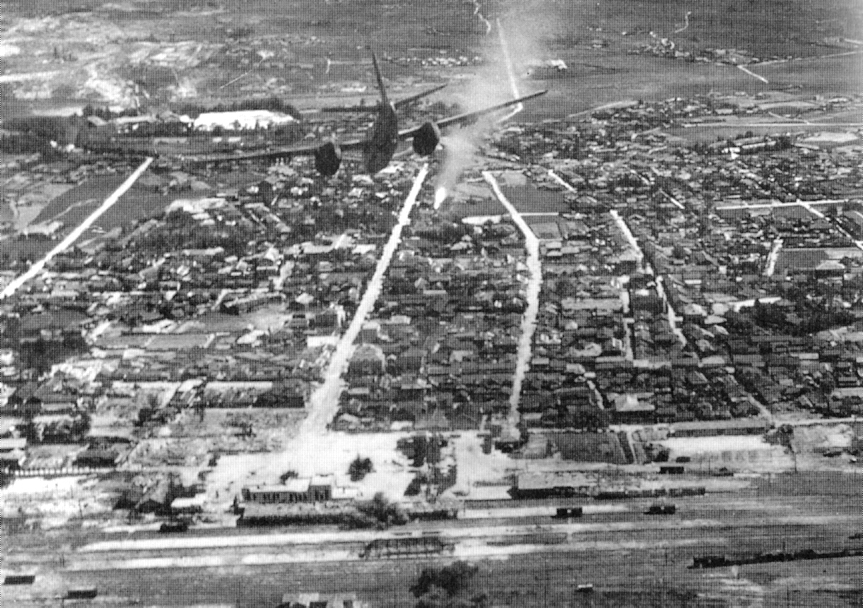
1950年9月前半、群山上陸の準備に見せかけるために、群山の内陸にある裡里駅を爆撃する米軍のB-26爆撃機

作戦実施にあたり、日本本土の神戸や横浜などで、補給品の集積やLSTなどの艤装変更、上陸部隊の集結と乗船が大規模に行われたが、これらの港湾作業をスパイに隠し通すことは不可能であった。そのため、上陸時期や兵力は北朝鮮側に知られるものとして行動しなければならず、上陸地点の秘匿が重要であった。しかし日本では、上陸作戦の2週間ほど前から軍事的関心を持つ人の間で、国連軍による仁川上陸は知れ渡っていた。
作戦に参加するために洛東江突出部から引き揚げたアメリカ第5海兵連隊は釜山で上陸準備を行った。この際、隊員には「群山上陸作戦」と告げられ、隊内には群山の地図や模型が置かれた。スパイを想定し、これらは基地に出入りする韓国人から見えるところに故意に置かれた。隊員たちに仁川上陸が教えられたのは輸送艦が海上に出た9月14日の午後だった。
輸送船が不足していたアメリカが日本政府に要請して輸送することになった日本の民間船は、何も知らされないまま戦闘に参加する事になった。半数の船が神戸からだった。
報道機関に対しては国連軍の反撃上陸が「10月半ば」に行われる可能性が告げられた。
アメリカ第5空軍は仁川周辺を爆撃すると共に、9月5日から9月13日にかけて群山周辺50キロメートルの交通網に対し仁川周辺に行ったのと同規模の爆撃を行った。群山にはアメリカ軍、イギリス軍による上陸作戦を布告するビラが散布され、9月12日にイギリス艦隊の支援の元でアメリカ・イギリスのコマンド部隊が威力偵察のための強襲上陸を行った。9月13日、戦艦ミズーリと数隻の駆逐艦は、朝鮮半島東海岸の北朝鮮軍の要衝三陟（サムチョク）周辺の砲台や海岸陣地にたいし上陸準備を欺瞞する艦砲射撃を行った。また、イギリス空母トライアンフと重巡洋艦ヘレナが平壌の外港の鎮南浦一帯に艦砲射撃と爆撃を行った。
マッカーサーが AGC（揚陸指揮艦）のマウント・マッキンリーに乗船するために東京を出発する情報も秘匿された。側近のGHQ民政局局長ホイットニー少将らをともなったマッカーサー一行は、専用機「スキャップ」で東京から板付基地に移動し、陸路、佐世保基地に向かったが、板付基地、佐世保基地ともに元帥一行の来訪を知らされていなかった。9月11日午後、上陸作戦を指揮するアメリカ海軍ドイル提督と第10軍団長アーモンド少将、第1海兵師団長スミス少将らを乗せ神戸から出港したマウント・マッキンリーは9月12日の深夜、佐世保に寄港し、マッカーサー等を乗船させると直ちに出港した。

## 第7統合任務部隊

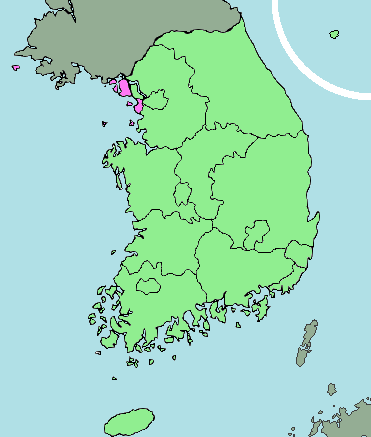
ピンク色の地点が仁川。

東京会談のあった8月23日、極東海軍司令長官ターナー・ジョイ中将は仁川上陸の実行部隊、第7統合任務部隊（Joint Task Force Seven、JTF-7）を編成した。第7統合任務部隊はアメリカ第7艦隊（旗艦ロチェスター）を基幹に、空母4隻（トライアンフ、フィリピン・シー、ヴァリー・フォージ、ボクサー）、護衛空母2隻（バドエン・ストレイト、シシリー）を擁し、韓国、イギリス、フランス、カナダ、オーストラリア、ニュージーランド、オランダなどの艦艇260余隻で構成された。韓国からは哨戒艇4隻、掃海艇7隻が参加した。
アメリカ第7艦隊指揮官、アーサー・D・ストラブル中将は、朝鮮半島水域から佐世保に帰還した8月25日、仁川上陸作戦実施の命令を受けた。ストラブルは第二次世界大戦中、ノルマンディー、レイテ、オルモック、コレヒドールなど22回の上陸作戦に参加した経験を持ち、レイテ島の戦い以降はマッカーサーと協同で作戦したことからマッカーサーはストラブルのことを信頼していた。
ストラブルは予定日まで20日間という短い期間で上陸作戦を策定した。ストラブルは各軍間の調整を行い、9月3日、上陸作戦の統合一般計画「JTF-7作戦計画9-50基本計画（JTF 7 Operational Plan 9-50）」を下達した。
| 第7統合任務部隊 （Joint Task Force 7） ストラブル中将 | 第90任務部隊 （TF-90） | 攻撃部隊              | AGC（揚陸指揮艦）×2、 CVE（護衛空母）×2、 CA（重巡洋艦）×2、 CL（巡洋艦）×3（アメリカ海軍×1、イギリス海軍×2）、 DE（護衛駆逐艦）×1、 DD（駆逐艦）×12 LSD（ドック型揚陸艦）×5、 LSMR（中型揚陸艦）×3、 LST（戦車揚陸艦）×47（内、 SCAJAP（日本商船管理局）×30）、 AM（掃海艇）×1、 AMS（機動掃海艇）×6、 YMS（特務機動掃海艇）×7（韓国海軍） PC（沿岸哨戒艇）×4（韓国海軍）、 PCEC（護衛艇）×1、 PF（哨戒フリゲート）×8（アメリカ海軍×3、イギリス海軍×2、ニュージーランド海軍×2、フランス海軍×1） APD（高速輸送艦）×3、 ARL（揚陸艇修理艦）×1、 ARS（修理救難艦）×1、 ATF（艦隊曳船）×1、 AH（病院船）×1、他貨物船など合計約180隻 |
| 第7統合任務部隊 （Joint Task Force 7） ストラブル中将 | 第92任務部隊 （TF-92） | 上陸部隊 （第10軍団） | 第1海兵師団、第7歩兵師団、韓国第17歩兵連隊戦闘団 |
| 第7統合任務部隊 （Joint Task Force 7） ストラブル中将 | 第91任務部隊 （TF-91） | 阻止・援護部隊        | CVL（軽空母）×1、CL×1、DD×8 |
| 第7統合任務部隊 （Joint Task Force 7） ストラブル中将 | 第99任務部隊 （TF-99） | 哨戒偵察部隊          | AV（水上機母艦）×2、 AVP（小型水上機母艦）×13 |
| 第7統合任務部隊 （Joint Task Force 7） ストラブル中将 | 第77任務部隊 （TF-77） | 高速空母部隊          | CV（航空母艦）×2-3、CL×1、DD×14 |
| 第7統合任務部隊 （Joint Task Force 7） ストラブル中将 | 第79任務部隊 （TF-79） | 兵站支援部隊          | AD（駆逐艦母艦）×2、 AE（給兵艦）×1、 AF（給糧艦）×2、 AK（貨物輸送艦）×1、 AKA（攻撃貨物輸送艦）×3、 AKL（軽輸送艦）×3、 AO（艦隊給油艦）×4、 AOG（軽質油艦）×1、 ARG（内燃機関修理艦）×1、 ARH（重工作艦）×1、 ARS（修理救難艦）×1、ATF×1 |

8月末、釜山、横浜、神戸、佐世保に多数の APA（攻撃輸送艦）、 AKA（攻撃貨物輸送艦）、 LST（戦車揚陸艦）、LSD（ドック型揚陸艦）が集められた。第1海兵師団主力は神戸、第7歩兵師団は横浜、第10軍団司令部は佐世保に、それぞれ集結した。上陸部隊の乗船は一週間ほどかかり、9月10日ごろから順次、出帆した。

## 情報収集
上陸作戦開始前に、韓国軍、アメリカ軍共に、仁川地区の島嶼に諜報部隊を送り込み、情報収集を行った。仁川上陸作戦を期待していた李承晩ら大韓民国の首脳は諜報部隊を送り込む事を決め、仁川の南南西約22キロメートルの霊興島（ヨンフンド）に韓国海軍本部情報局長咸明洙少領（後の韓国海軍参謀総長）が派遣された。士官、下士官、兵等17名で構成された諜報部隊は、アメリカ軍が作戦実施しやすいように「有利な形の情報」を報告するように求められた。8月23日、一行は霊興島に到着すると地元住民で義勇隊を組織して態勢を整えるとともに、民間人に偽装して海路、仁川に自由に出入りし、北朝鮮軍の兵力、機雷の配置状況、岸壁の高さなどを調査した。
マッカーサー等は韓国軍が差配して送ってくる「有利な情報」に歓喜したが、この情報を「白人種の眼」で再確認する必要性を感じ、自軍からも要員を送り込むことになった。潜行要員のアメリカ海軍ユージーン・クラーク大尉と通信兵、通訳の韓国人2人、計4名の一行は、8月31日、イギリス海軍の駆逐艦HMS チャリティで佐世保を出発すると、德積島（トクチョクト）沖合で韓国海軍の砲艦に乗り換え、9月1日に霊興島に上陸。島民の協力の下、昼は身を潜め、夜になると仁川港周辺の偵察、敵の防御を確認した。クラーク大尉は仁川港前面に位置する月尾島にも島民を送り込み火砲の配備状況などを精密に調査した。これらの諜報活動により収集された情報、過去仁川で勤務したアメリカ軍関係者への聴取、航空写真の分析などにより、高い岸壁がある仁川市北西部（レッド・ビーチ）の岸壁の高さが確認され、上陸用舟艇から直接岸壁を登るためのアルミ製のハシゴが大阪市淀川区の日本アルミに発注された。クラーク大尉は9月15日午前0時には仁川港へ進入する水路を示す八尾島（パルミド）灯台に潜入し、これを点灯して上陸艦隊の第一陣を誘導した。この功績によりクラーク大尉には海軍十字章が与えられた。代償として北朝鮮兵士により霊興島民約50名がスパイ容疑で処刑された。

## 北朝鮮軍の状況
北朝鮮軍の予備兵力は激戦の続く洛東江戦線に投入されており、後背地には補給部隊とわずかな警備部隊が残されているだけだった。
北朝鮮軍はソウル・仁川地区への国連軍の上陸作戦に備え警備隊を配置していた。仁川地区では、仁川市街に北朝鮮第9師団第87連隊、月尾島から本土のあいだの堤防に北朝鮮第884部隊の一部、月尾島には第226独立陸戦隊第3大隊の1個中隊および第918海岸砲連隊の1個中隊の計400名、総計約2,000名が配備されていた。月尾島は要塞化が進められ、周囲の道路は鉄条網が張られ、地雷も埋設された。山腹には洞窟が掘削され海岸砲の砲台が築かれた。ソウルには約5,000名が配備され、ソウル・仁川地区全体で約1万名の兵力が存在した。
北朝鮮海軍には哨戒艇部隊が存在したが、国連軍による封鎖で無力化されていた。1951年9月ごろから沿岸防御のために機雷を敷設していた。
北朝鮮空軍は残存19機で、国連軍の作戦を妨害する能力は無いと判定された。

## 上陸作戦開始

上陸作戦の様子

仁川港への上陸作戦を行う前の前哨戦として、仁川港の前に位置する月尾島（ウォルミド）の占領が必要であった。北朝鮮軍が展開した砲兵部隊は洞窟陣地に海岸砲を配置した。月尾島の北朝鮮軍陣地は仁川港に接近する際に通過する飛魚水道を完全に火制していたが、外洋から攻撃することが出来なかった。
9月10日、護衛空母バドエン・ストレイト、護衛空母シシリーから出撃したF4U コルセアがナパーム弾を投下し、民家、倉庫の多くが焼失した。翌11日、12日にも焼夷攻撃が反復して行われ、島は焼き払われた。
9月13日午前7時、第9駆逐隊の駆逐艦6隻（マンスフィールド、ド・ヘイブン、ライマン・K・スウェンソン、コレット、ガーク、ヘンダーソン）、重巡洋艦2隻（トレド、ロチェスター）、イギリス海軍軽巡洋艦2隻（ケニア、ジャマイカ）の計10隻が各艦の距離630メートルの単縦陣で飛魚水道に進入し、同時に月尾島には空爆が行われた。重巡洋艦、軽巡洋艦の4隻は仁川南方に投錨、第9駆逐隊はヘンダーソンを機雷の監視と処理に残し、ガーク他5隻の駆逐艦は月尾島の西側720メートルまで接近した。第9駆逐隊は海岸砲と1時間弱の至近弾多数を受ける砲撃戦を行った。コレットが9発を被弾し、艦隊全体では戦死1名、負傷8名の人的損害が発生した。その後、巡洋艦4隻がさらなる艦砲射撃を行った。翌14日にも同様の艦砲射撃が行われたが、この際には北朝鮮側の反撃はほとんどなかった。

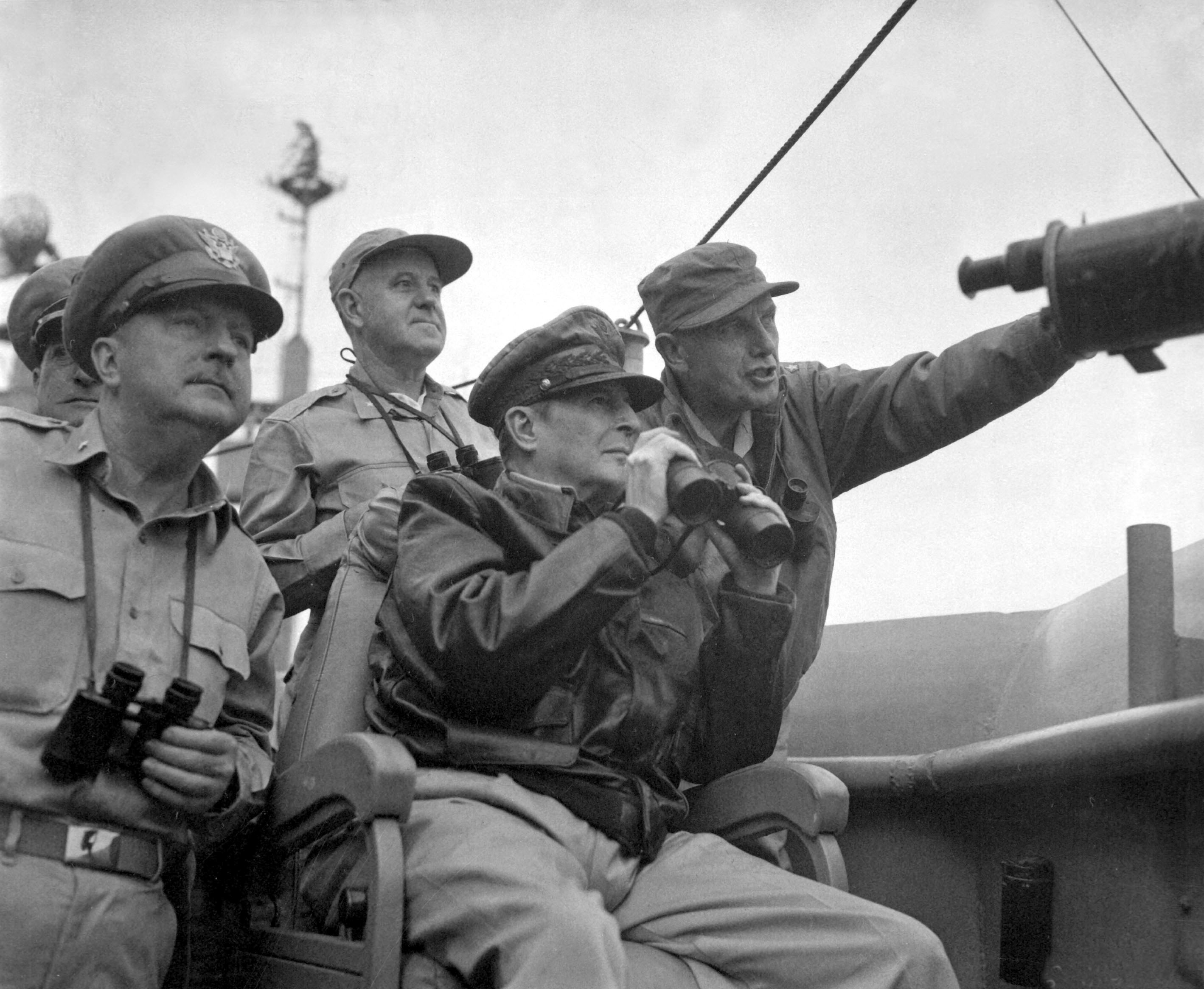
揚陸指揮艦マウント・マッキンリーより観戦するマッカーサー（中央）、第10軍団アーモンド少将（右）、GHQ民政局局長ホイットニー少将（左）。9月15日撮影。

9月15日、この日1度目の満潮時刻にあわせた午前6時30分、第1海兵師団第5海兵連隊第3大隊は月尾島北西岸（グリーン・ビーチ）に上陸。北朝鮮兵約400名が洞窟陣地から反撃を行ったが、島は45分で確保された。
本番となる仁川港への上陸は、この日2度目の満潮にあわせた午後5時30分に開始された。第1海兵連隊は仁川市南地区の干潟（ブルー・ビーチ）へ上陸、第5海兵連隊は高い岸壁がある仁川市北西部（レッド・ビーチ）へ上陸した。上陸第三波まで反撃は行われず、日没と共に北朝鮮軍守備隊は撤退した。この成功によって、残りの第10軍団と第7歩兵師団が機甲・砲兵部隊とともに敵の抵抗をほとんど受けずに上陸に成功し、この日の内に2万5千人の兵力が上陸した。深夜には第5海兵連隊第2大隊がソウル - 仁川を結ぶ街道まで進出した。第1海兵師団が上陸初日にこうむった損害は、戦死20人、負傷者174名で、仁川地区で迎え撃った北朝鮮軍は500名程度であった。
最終的に、兵員6万5千名に加え、60輌以上のM26重戦車が揚陸された。

## 上陸後

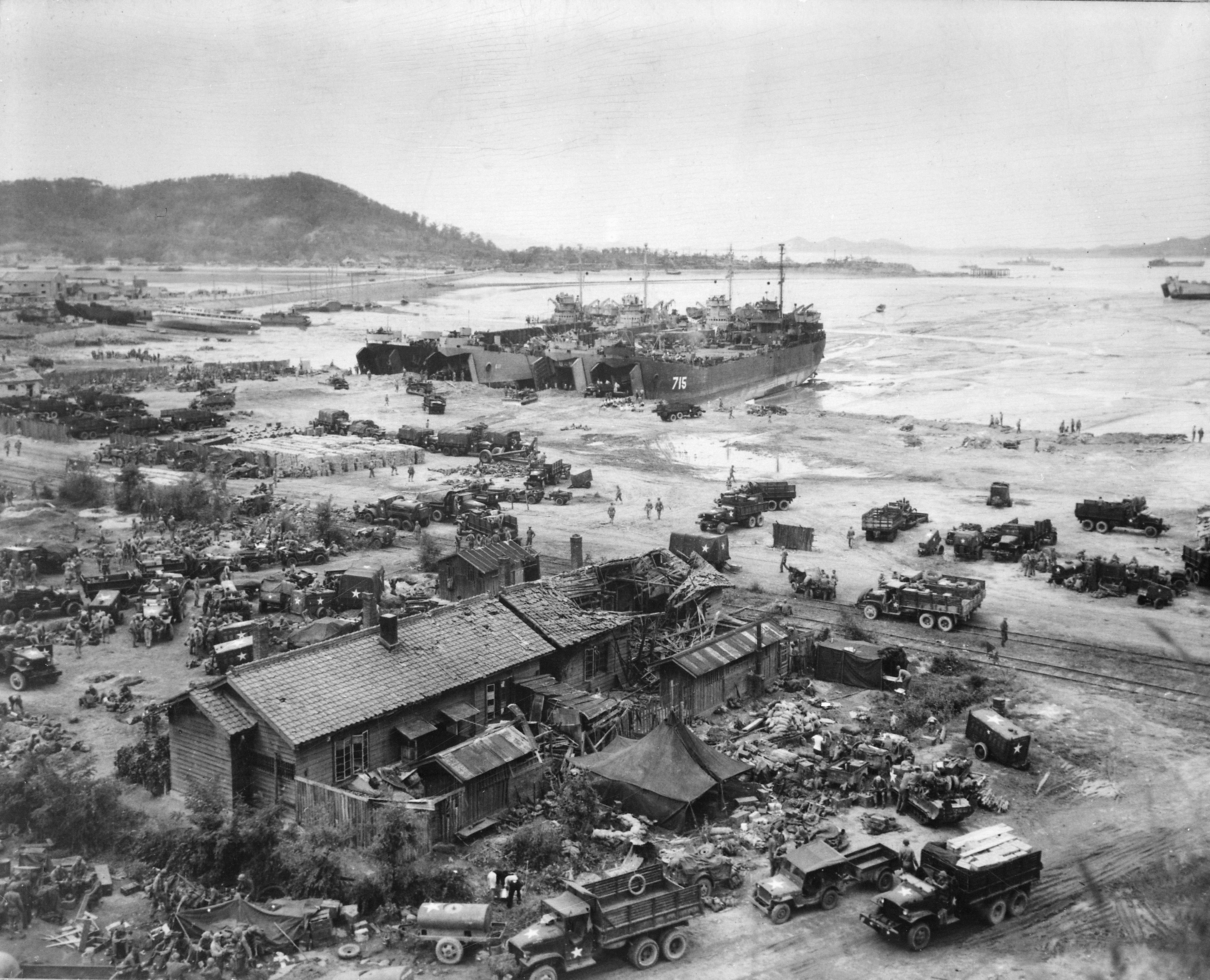
揚陸作業を行うアメリカ軍のLST

15日夜、上陸作戦に呼応して、釜山橋頭堡の戦いで、洛東江防御線の第8軍でも「スレッジハンマー作戦」が下達され、16日午前0時に発動が命令された。
上陸二日目の9月16日、第5海兵連隊は金浦飛行場へ、第1海兵連隊はソウル - 仁川の街道の制圧を開始したが、依然北朝鮮軍の反撃は散発的であった。第1海兵連隊の8輌のM26重戦車が6輌のT-34-85戦車に遭遇したものの、短時間の戦闘でT-34は撃破された。
上陸三日目の9月17日、第5海兵連隊第2大隊が金浦飛行場を無傷のまま奪還した。第7歩兵師団は第8軍との合流のため京釜本道を南へ進撃した。
同日、北朝鮮空軍の2機のYak-9が仁川港外の上陸艦隊に攻撃を行い、重巡洋艦ロチェスターとイギリス軽巡洋艦ジャマイカが損傷を受けた。
9月18日には朝鮮半島東海岸での陽動作戦を終えた戦艦ミズーリが回航され、第7歩兵師団への支援砲撃を開始した。
金浦飛行場からソウルまでは約13キロメートルであり、その間には漢江が流れていた。第1海兵連隊と第5海兵連隊は二つのルートに分かれてソウルに向かった。第1海兵連隊は北朝鮮軍第70連隊や第87連隊と戦闘を行いつつ、漢江を渡河、ソウル市内に達した。第5海兵連隊は漢江を渡河した後、ソウルの西方を目指した。ここで高地に展開する北朝鮮軍と白兵戦を行いつつも、9月25日にはソウルに達した。
9月26日、大邱より北に進撃した第1騎兵師団は烏山で第10軍団と合流した。
第1海兵連隊は9月26日深夜から27日にかけて市街戦を行い、28日には議政府市に到達。翌日、小規模な反撃が行われたのを最後に戦闘は終結。9月29日にはソウルの奪還はほぼ完了し、李承晩ら大韓民国の首脳もソウルに帰還した。
補給部隊が貧弱であった北朝鮮軍は38度線から300キロメートル以上離れた釜山周辺での戦闘で大きく消耗していた。兵力の3分の2が実際は韓国内で強制徴募した新兵で、抗命への即時射殺命令で部隊が維持されている状態だった。北朝鮮軍の補給路は朝鮮半島の道路網上、一度ソウルを通過する形をとっており、仁川への上陸で補給路を大きく断たれることとなった。

## 仁川上陸作戦と日本の参加
仁川上陸作戦の内部資料には、朝鮮半島の地形を熟知する日本人が運航するLSTが、作戦に大きく貢献したと記されており、仁川上陸作戦で使用されたLSTの6割が日本人によって運航され、約2,000人が乗船していた。GHQはアメリカ海軍を通じて日本の商船や船員を管理していたが、仁川上陸作戦に参加した元海兵隊員のロバート・ワイソンは「日本人は朝鮮半島には何度も行っているから、海岸の地形について非常に詳しかったです。彼らは敵から攻撃を受けながら、ゲートを開き、荷下ろしを必死で担いました。我々は協力し合い、作戦を成功させたのです」として、LSTの運航を担った日本人の存在なしには、仁川上陸作戦の成功は難しかったと述べている。
また兼原信克は自身の著書において、そもそも仁川における干満差を利用した上陸作戦は、日清戦争において日本陸軍が実施した上陸作戦そのままであると述べている。

## 戦時被害補償の要求
戦後、50年以上経過した2011年、月尾島に居住していた住民および相続人らが、国連軍の攻撃により死亡もしくは離郷を余儀なくされたとして、韓国国防部と仁川市、米国政府、国連に対し総額1億3500万ウォンの損害賠償請求訴訟を起こしたが、後に敗訴している。また、仁川市議会には、被害補償条例が2011年と2014年にわたり上程されているが、上位法と衝突するという理由で否決されている。